# 睡眠異常
睡眠异常是睡眠障碍的一大类，涉及入睡困难、保持睡眠困难或过度嗜睡。
睡眠异常是开始或维持睡眠或过度嗜睡的主要疾病，其特征是睡眠量、质量或时间的紊乱。 
患者可能会抱怨难以入睡或保持睡眠状态、夜间间歇性清醒、清晨醒来，或这些症状的组合。短暂的发作通常意义不大。压力、咖啡因、身体不适、白天小睡和早睡是常见因素。

## 类型
公认的睡眠异常有超过 31 种。主要的三个组以及组类型包括：  :15
- 内在睡眠异常[1] :15
  - 特发性嗜睡症
  - 发作性睡病,
  - 周期性肢体运动障碍，
  - 不宁腿综合症,
  - 阻塞性睡眠呼吸暂停，
  - 中枢性睡眠呼吸暂停综合征，
  - 睡眠状态误解，
  - 心理生理性失眠，
  - 反复性嗜睡，
  - 创伤后嗜睡症
  - 中央肺泡通气不足综合征
- 外源性睡眠异常 – 已识别的 13 种障碍，包括[1] :16
  - 酒精依赖性睡眠障碍，
  - 食物过敏失眠，
  - 睡眠习惯不足。
- 昼夜节律睡眠障碍，包括内在的和外在的 – 已识别的 6 种障碍，包括[1] :16
  - 睡眠时相提前综合症，
  - 睡眠时相延迟综合症，
  - 时差，
  - 轮班工作睡眠障碍。